# Naevipenna mexicana
Naevipenna mexicana is een vlinder uit de familie van de zakjesdragers (Psychidae). De wetenschappelijke naam van deze soort is voor het eerst voorgesteld door Thomas Sobczyk in een publicatie uit 2022. De spanwijdte bedraagt 14 millimeter.
De soort komt voor in Mexico.